# Combat Rock Industry
Combat Rock Industry är ett finskt skivbolag med säte i Helsingfors. Bolaget ger ut skivor inom genrerna punk, hardcore och metal. Bland de artister man gett ut återfinns Nine, Bombshell Rocks och Victims.

### Fotnoter
1. ↑  ”Combat Rock Industry”. Discogs.com. http://www.discogs.com/label/Combat+Rock+Industry. Läst 1 april 2012.